# Eugen Blocher
Pour les articles homonymes, voir Blocher.
Eugen Blocher, né le 28 décembre 1882 à Münchenstein (originaire de Schattenhalb et Bâle) et mort le 10 décembre 1964 à Pully, est un juriste suisse, président du Tribunal fédéral suisse en 1949-1950.

## Biographie

### Origines et famille
Eugen Blocher naît le 28 décembre 1882 à Münchenstein, dans le canton de Bâle-Campagne. Il est originaire de Schattenhalb, dans le canton de Berne (où son grand-père originaire du sud de l'Allemagne se fait naturaliser en 1861), et, à partir de 1926, également de Bâle. Son père, Emanuel, est directeur technique d'une usine de filature de coton ; sa mère, née Karoline Engler, est originaire de Hundwil, dans le canton d'Appenzell Rhodes-Extérieures,. 
Il est le cinquième de six enfants : l'un de ses frères est le conseiller d'État socialiste du canton de Bâle-Ville Hermann Blocher et un autre le pasteur Eduard Blocher. Le conseiller fédéral UDC Christoph Blocher est son petit-neveu.
Il est l'époux de Bertha, née Strübin.

### Études et parcours professionnel
Il fait des études de droit à Bâle, où il a notamment Andreas Heusler (de) pour professeur, et Berlin. Il obtient un doctorat à Bâle en 1905 avec une thèse portant sur le développement du droit de vote et d'éligibilité dans la Confédération moderne, qu'Andreas Heusler fait publier dans la Revue de droit suisse (de),. 
Il occupe d'abord un poste de substitut de greffier au tribunal civil du canton de Bâle-Ville de 1907 à 1912, puis en est élu président par le peuple, l'année même de l'entrée en vigueur du code civil suisse et occupe cette fonction jusqu'en 1929,. Il siège parallèlement au sein de la commission judiciaire du canton de 1917 à 1929.
L'Assemblée fédérale l'élit juge au Tribunal fédéral en 1928. Il occupe cette fonction du 1er mars 1929, en même temps que l'entrée en vigueur de la loi fédérale sur la procédure administrative, à 1952 et préside l'institution en 1949-1950. Il est membre de la cour de droit public et administratif de 1945 à la fin de son mandat,,.

### Parcours politique
Il s'engage très jeune, déjà comme écolier, dans le mouvement antialcoolique ou abstinent, où il se lie d'amitié avec le futur architecte Hans Bernoulli et le futur écrivain et conseiller national Felix Moeschlin. Il fait partie notamment de la grande loge suisse de l'ordre international des Bons Templiers et de la Ligue des socialistes abstinents. Il est le secrétaire en 1907 du comité de l'initiative populaire sur l'interdiction de l'absinthe.
Marqué par son séjour estudiantin à Berlin et l'échec de la lutte pour la journée de dix heures, il adhère au Parti socialiste en 1907 et en préside la section de Bâle-Ville en 1914-1915. Il est un des leaders de l'aile droite du parti et s'oppose vivement à l'adhésion à la IIIe Internationale communiste. Après la scission du parti, il contribue avec Gustav Wenk à le reconstruire, notamment en cofondant les journaux Sozialdemokrat et Arbeiter-Zeitung. 

### Mort
Il meurt le 10 décembre 1964 à Pully, dans le canton de Vaud. Il est enterré à Bâle, dans le cimetière de Wolfgottesacker (de). 